# Městské muzeum Polná
Městské muzeum Polná sídlí v areálu polenského hradu a zámku.

## Historie
Sbírkový fond začal shromažďovat již Spolek městského muzea, založený roku 1895. Roku 1900 se otevřely brány muzea i pro veřejnost v místnostech Kaplanky. Velkým mecenášem se stal zakladatel muzea Břetislav Rérych. První expozice (stará škola, měšťanský pokoj, lapidárium a alchymie) se otevřely po dokončení rekonstrukce zámku v září 1924, některé z nich jsou po úpravách k dispozici návštěvníkům dodnes. Před druhou světovou válkou bylo polenské muzeum největší a nejvýznamnější na Českomoravské vrchovině. Roku 1963 se muselo připojit pod správu Muzea Vysočiny v Jihlavě jako jeho pobočka. V 60. letech se otevřely nové výstavy, stará lékárna, hrnčířská dílna, kupecký krám, v jehož expozici stojí originální kupecký pult pocházející z jednoho místního obchodu, a národní obrození. Na začátku devadesátých let 20. století začala rozsáhlá rekonstrukce hradu a zámku, včetně muzea. Rekonstrukce byla ukončena roku 2004 a muzeum znovu zpřístupnilo své sbírky. Na žádost města se sbírkový fond, který tvoří především dary polenských občanů, navrátil do majetku města. V roce 2007 znovu vzniklo samostatné Městské muzeum Polná mapující především historii polenského regionu.

## Expozice
V současné době muzeum provozuje 4 návštěvnické trasy, z toho 3 komentované s průvodcem - Hrad I, Hrad II a Stará škola a jednu přístupnou individuálně: Muzeum. Stará polenská škola – sídlí v Poděbradově ulici v tzv. Brožově domě, dokumentuje vývoj školství v období od poloviny 18. do konce 19. století, tvoří ji třída z roku 1866, byt učitele, kabinet přírodnin a černé kuchyně. V rámci trasy Hrad I, přímo na polenském hradě, můžete navštívit Lapidárium ve sklepních prostorách hradu s architektonickými fragmenty hradu z různých dob i slohů. Další expozicí je Lékárna U Černého orla, která je ukázkou barokní venkovské lékárny z počátku 19. století. Následuje Kupecký krám a  expozice starých polenských řemesel. Druhá hradní návštěvnická trasa Hrad II je trasou dokumentující historický vývoj hradu, jeho pánů i architektury. Provede Vás reprezentačními sály, Síní rodáků, expozicemi venkova, 1.světové války a Čs. Legií. Trasa Muzeum se nachází v zámeckém křídle za pokladnou, je přístupná bez průvodce. Prohlédnete si stálou expozici Proměny Polné, mapující polenskou historii, a dále a unikátní sbírku  Historických hodin s dokumentací vývoje hodinářského řemesla. Najdete zde  věžní hodinový stroj z chrámu Nanebevzetí Panny Marie a funkční hrací orchestrion. V posledním sále muzejní trasy se od dubna do říjne konají sezónní výstavy rozličných zaměření.